# John Bull (personagem)

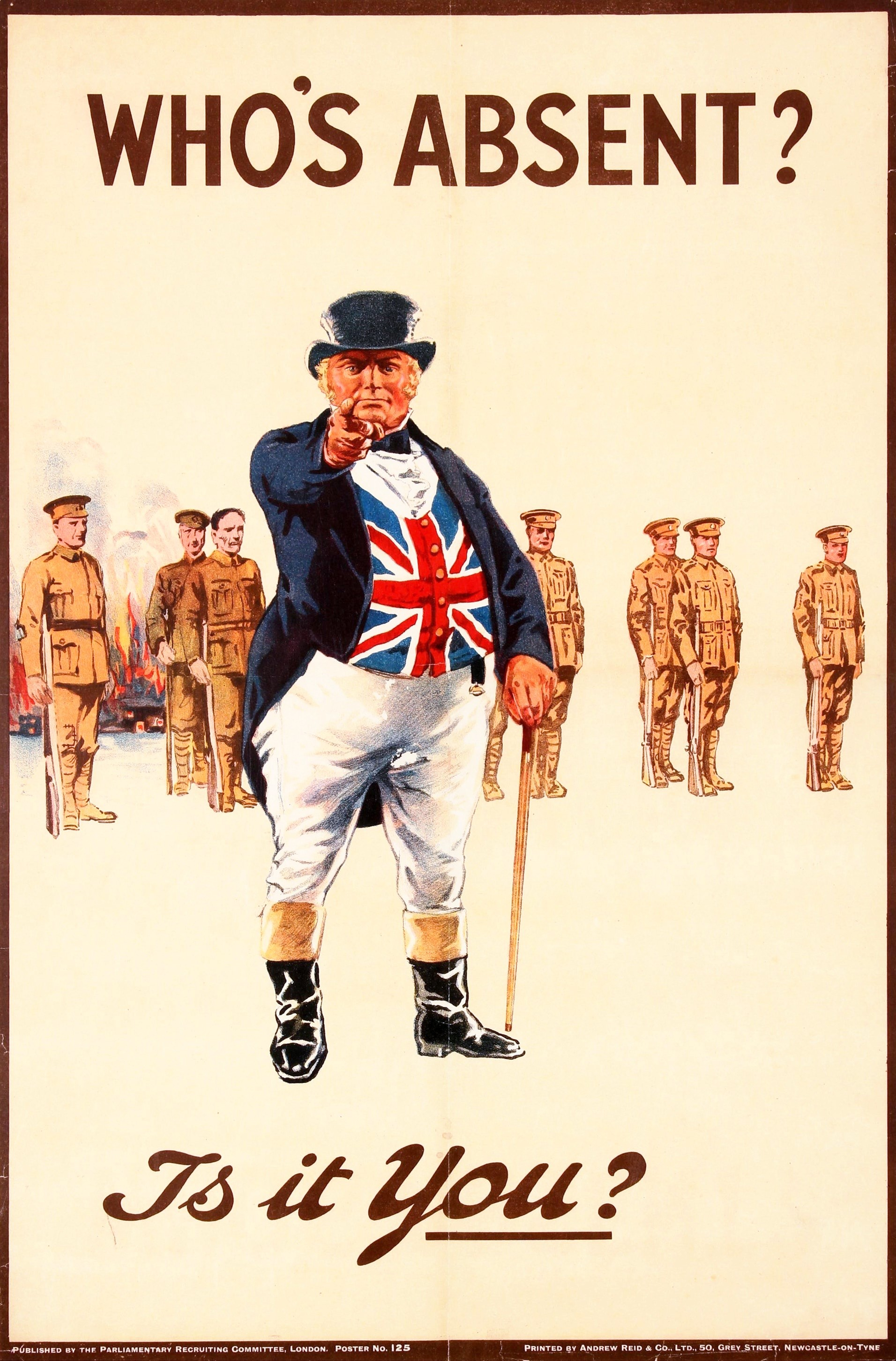
Cartaz da Primeira Guerra Mundial

John Bull é uma personificação nacional do Reino da Grã-Bretanha criada pelo Dr. John Arbuthnot em 1712, e popularizada inicialmente pelos impressores britânicos e depois por ilustradores e escritores como o americano Thomas Nast e o irlandês George Bernard Shaw, autor de John Bull's Other Island, a Irlanda. É por vezes usado como símbolo ou representação de todo o Reino Unido, mas não é bem visto como representante da Escócia ou País de Gales onde é encarado como inglês, não britânico. Britânia ou um leão são aí usadas como alternativa em cartoons editoriais. 

## Cultura popular
- John Bull aparece na versão britânica da propaganda estrelada por Charles Chaplin "The bond".